# Ilarregi
Ilarregi en basque ou Ilarregui en espagnol est une commune située dans la municipalité de Ultzama de la communauté forale de Navarre, dans le Nord de l'Espagne.

## Géographie
Au sud du village coule le Basaburua ibaia (rivière Basaburua) et au nord-est le cours d'eau Ilarregiko Texeria erreka (rivière Ilarregiko Texeria).

## Langues
Cette commune se situe dans la zone bascophone de la Navarre dont la population totale en 2018, comprenant 64 municipalités dont Ultzama, était bilingue à 60.8%, à cela s'ajoute 10.7% de bilingues réceptifs. En 2011, 47.6% de la population d'Ultzama ayant 16 ans et plus avait le basque comme langue maternelle.

## Patrimoine

### Patrimoine religieux
- L'église paroissiale de San Miguel (Église de Saint Michel)[4].